# Carcharhinus cerdale
Carcharhinus cerdale é uma espécie de tubarão pertencente ao género Carcharhinus e à família Carcharhinidae. Sua distribuição geográfica é a costa leste do Pacífico, nas águas da Colômbia, Costa Rica, Equador, El Salvador, Guatemala, Honduras, México, Nicarágua, Panamá e Peru.